# يورغ بوز
يورغ بوز (بالألمانية: Jörg Pose)‏ (و. 1959  م) هو ممثل مسرحي، وممثل أفلام، وممثل تلفزي من ألمانيا، وألمانيا الشرقية، ولد في روستوك.

## وصلات خارجية
- يورغ بوز على موقع IMDb (الإنجليزية)
- يورغ بوز على موقع ألو سيني (الفرنسية)
- يورغ بوز على موقع ميوزك برينز (الإنجليزية)
- يورغ بوز على موقع أول موفي (الإنجليزية)
- يورغ بوز على موقع قاعدة بيانات الفيلم (الإنجليزية)
- يورغ بوز على موقع كينوبويسك (الروسية)